# Schwarzmundgewächse
Die Schwarzmundgewächse (Melastomataceae) sind eine Pflanzenfamilie aus der Ordnung der Myrtenartigen (Myrtales). Die etwa 4500 Arten sind hauptsächlich in den Tropen fast weltweit verbreitet. Einige Arten werden als Zierpflanzen verwendet.

## Beschreibung und Ökologie

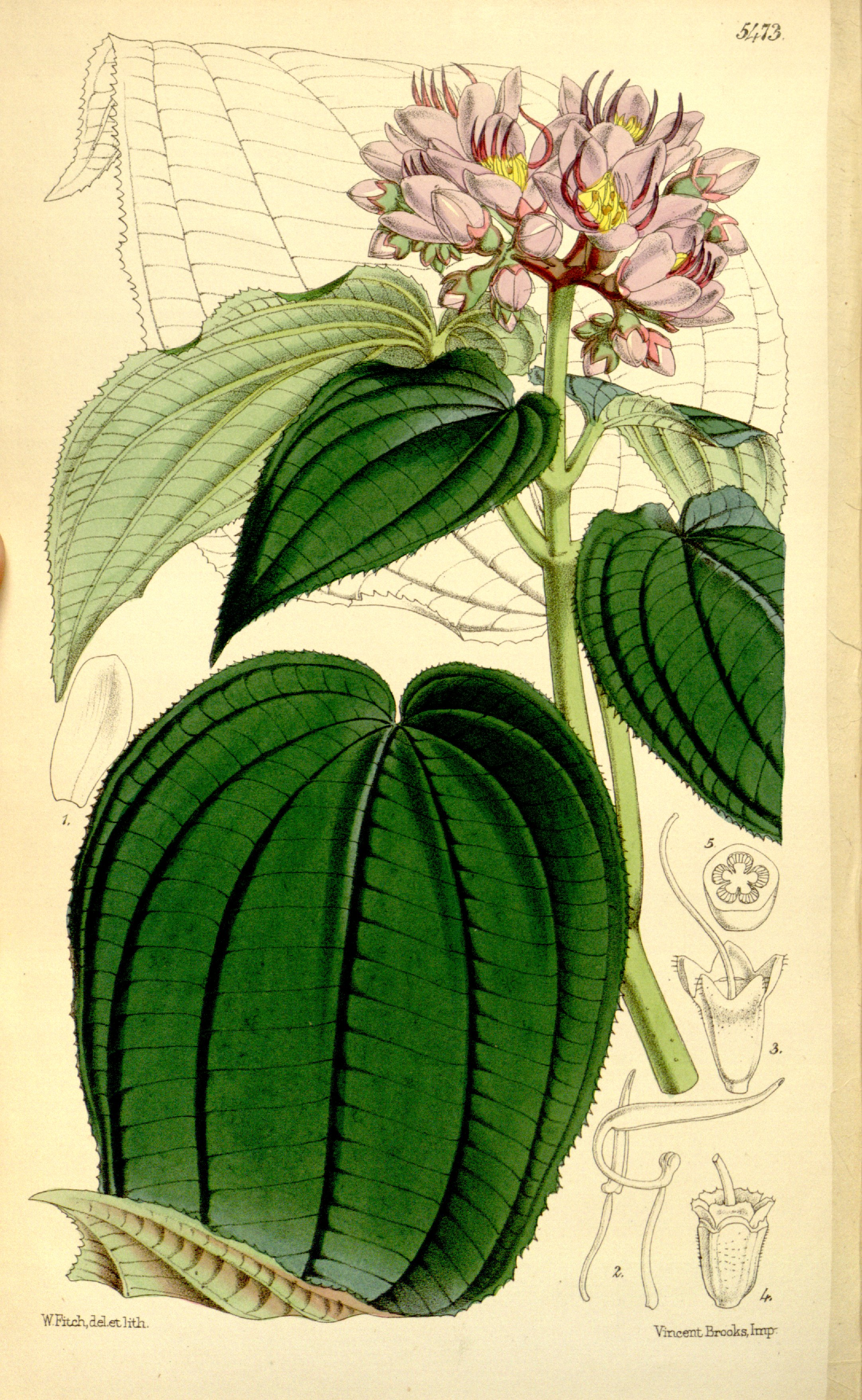
Illustration von Amphiblemma cymosum

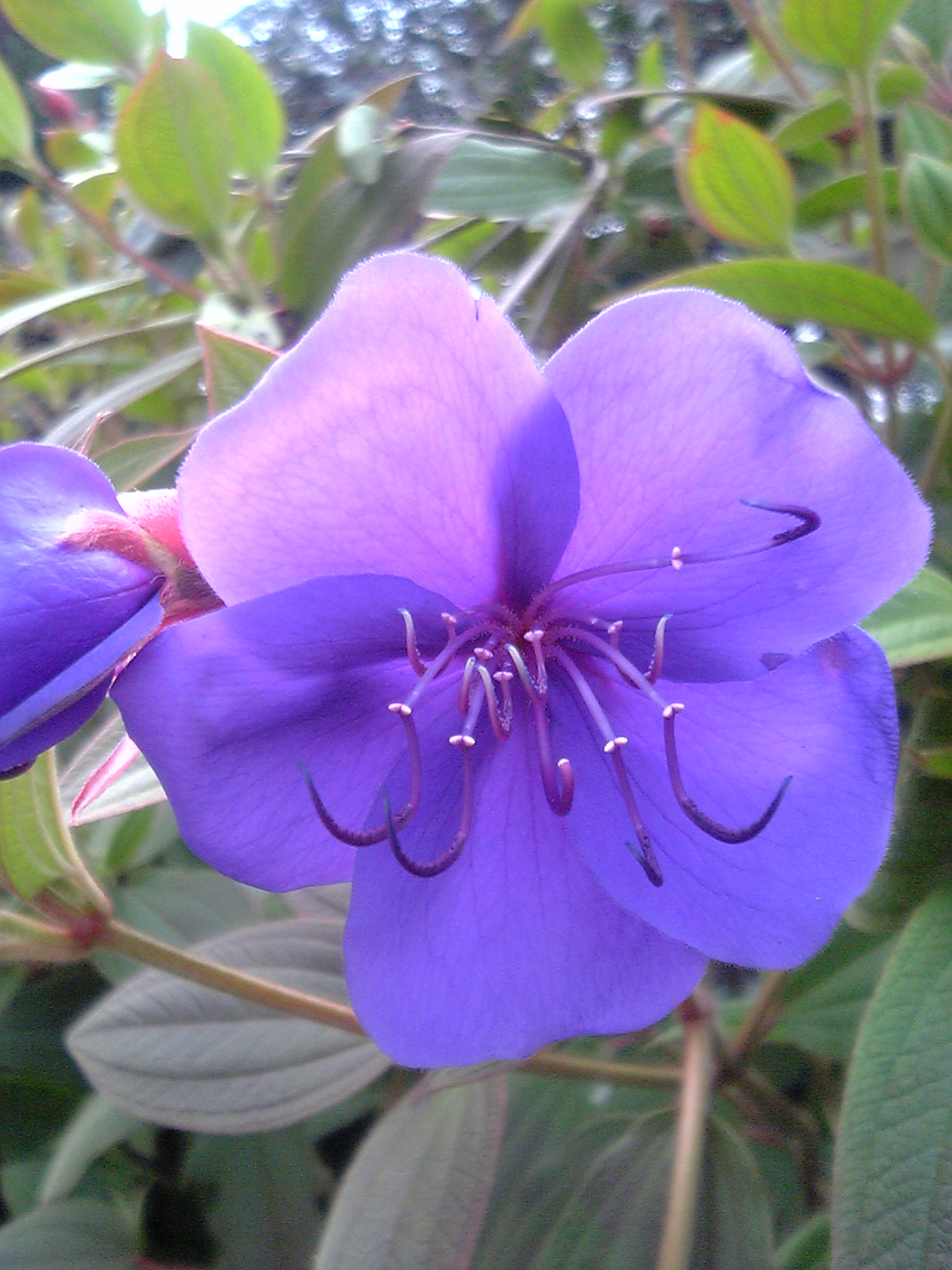
Blüte von Tibouchina urvilleana mit hakenförmig gekrümmten Anhängseln an den Staubbeuteln

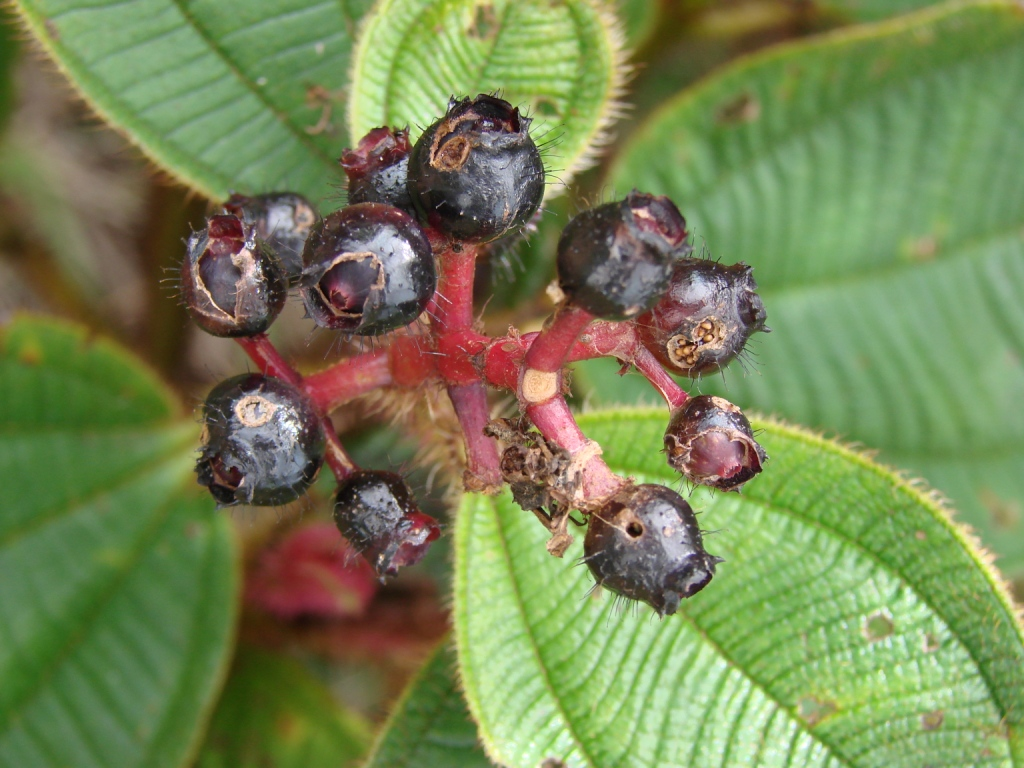
Blattaderung und fast schwarze Beeren von Tococa guianensis

Zwei Merkmale machen die Arten der Unterfamilie Melastomatoideae fast stets leicht erkennbar:
Die Nervatur des Blattes besteht aus drei oder mehr (bis neun) bogig vom Blattansatz zur Blattspitze verlaufenden Hauptadern (sieht ein wenig wie parallelnervig aus). Diese Hauptadern sind durch mehr oder weniger rechtwinklig abzweigende Seitenadern miteinander verbunden.
Das zweite typische Merkmal der Unterfamilie Melastomatoideae (es fehlt bei einigen Taxa) sind die besonderen Anhängsel der Staubbeutel mit unterschiedlichen Formen, meist jedoch pfriemenförmige oder lanzettliche Anhängsel, die oft klauenförmig gebogen sind. Auf dem Bild von Tibouchina urvilleana beispielsweise sind die Anhängsel unterhalb der gekrümmten Staubbeutel gut zu erkennen. Oft gibt es in einer Blüte auch mehrere Typen von Staubbeuteln.

### Erscheinungsbild und Blätter
Die Arten der Melastomataceae sind sehr verschiedengestaltig. Es gibt sowohl einjährige bis ausdauernde krautige Pflanzen, darunter auch Kletterpflanzen, als auch verholzende Taxa: Sträucher, Bäume und Lianen. Sie sind eine derjenigen Familien der Dreifurchenpollen-Zweikeimblättrigen mit den meisten Epiphyten. Die jungen Sprossachsen sind oft vierkantig.
Die einfachen Blätter stehen stets gegenständig oder wirtelig. Nur sehr wenige Arten sind durch die Reduktion eines Blattes pro Blattpaar scheinbar wechselständig. Die Blätter sind ganz unterschiedlich behaart. Nebenblätter sind keine vorhanden.

### Blütenstände, Blüten, Bestäubung und Früchte
Die Blüten stehen meist in vielblütigen Blütenständen, selten auch allein. Die Blüten sind bei der Unterfamilie Melastomatoideae oft intensiv gefärbt, wobei bei einigen Arten der Schauapparat auch von Hochblättern gebildet wird. Die zwittrigen Blüten sind radiärsymmetrisch bis stark zygomorph. Die Blütenhülle ist meist vier- oder fünfzählig. Kelch und Krone stehen auf einem von der Blütenachse gebildeten Blütenbecher, der den Fruchtknoten umschließt. Die Zahlenverhältnisse der generativen Blütenorgane sind recht unterschiedlich.
Die Bestäubung erfolgt durch Tiere. Bei den Melastomataceae ist Nektarproduktion selten. Die meisten Arten der Unterfamilie Melastomatoideae werden von pollensammelnden Bienen besucht, die mit Thoraxvibrationen den Pollen durch die Staubbeutelporen schütteln. Die charakteristischen Staubbeutel-Anhängsel funktionieren als Halterung für die Bienenbeine.
Die Früchte sind je nach Tribus Kapselfrüchte oder Beeren.

## Inhaltsstoffe
Viele der Melastomataceae akkumulieren Aluminium. In der Asche einiger Arten können bis zu 20 % Al-Ionen enthalten sein.

## Nutzung
Diverse Arten enthalten in verschiedenen Pflanzenteilen Farbstoffe. Insbesondere schwarze und gelbe Farben kommen vor. Manche Arten werden deshalb auch als Färberpflanzen verwendet. Die essbaren Beeren der Gattung Miconia hinterlassen nach Genuss aus diesem Grund einen schwarzen Mund. Ein deutscher Name der Familie ist daher auch „Schwarzmundgewächse“.
Einige Arten liefern Holz, beispielsweise Mouriri-Arten (Handelsname: Pau ripa).
Einige Tibouchina-Arten werden als Zierpflanzen verwendet, in den Tropen oft als Straßenbäume (beispielsweise Tibouchina granulosa, Tibouchina mutabilis).

## Vorkommen
Insgesamt ist die Familie Melastomataceae auf die Tropen bis Subtropen der ganzen Welt beschränkt. Nur eine Gattung (Rhexia) kommt auch in gemäßigten Gebieten Nordamerikas vor. In der Neotropis gibt es 3000 Arten, 1000 Arten kommen in Asien vor, in Afrika gibt es 240 Arten und 230 Arten sind in Madagaskar beheimatet. Drei Gattungen kommen nur in Madagaskar vor.
Die meisten Arten der Familie Melastomataceae gehören zur Krautschicht tropischer Wälder, wobei man sie sowohl in Regenwäldern als auch in Trockenwäldern findet. Gerade auch in Sekundärgesellschaften, die sich nach Störung der ursprünglichen Wälder einstellt, findet man viele von ihnen.

## Systematik
Die Familie Melastomataceae wurde 1789 durch Antoine Laurent de Jussieu in Genera Plantarum, S. 328, dort als „Melastomae“ bezeichnet, aufgestellt. Typusgattung ist Melastoma L. Melastoma setzt sich aus den griechischen Wörtern mela für schwarz und stoma für Mund zusammen, denn die eßbaren, purpur-blauen Beeren der Typusgattung färben den Mund schwarz. Synonyme für Melastomataceae Juss. sind: Memecylaceae DC., Mouririaceae Gardner.
Wichtige Bearbeitungen der Systematik der Familie Melastomataceae erfolgten in folgenden Werken: Augustin-Pyrame de Candolle: Mémoires sur la famille des Mélastomacées, In: Prodromus Systematis Naturalis Regny Vegetabilis, Band 3, 1828, S. 99–102; Charles Victor Naudin: Melastomacearum monographicae descriptiones, Annales des Sciences Naturelles; Botanique, Series III, 1849–1853; José Jéronimo Triana: Les Melastomacées, In: Transactions of the Linnean Society of London, Volume 28, 1871, S. 1–188; Célestin Alfred Cogniaux: Melastomaceae, Monographie Phanerogamarum, 7, 1891, S. 1–1256; Susanne S. Renner: Phylogeny and classification of the Melastomataceae and Memecylaceae, In: Nordic Journal of Botany, Volume 13, 1993, S. 519–540; Gudrun Clausing & Susanne S. Renner: Molecular phylogenetics of Melastomataceae and Memecylaceae: implications for character evolution, In: American Journal of Botany, Volume 88, Issue 3, 2001, S. 486–498.
Die Familie Melastomataceae ist mit 180 bis 200 Gattungen und 4500 Arten die artenreichste der Ordnung der Myrtenartigen (Myrtales).
Die Familie Melastomataceae enthält wieder drei Unterfamilien mit 156 bis 166 Gattungen und 4050 bis 4500 Arten (abhängig davon ob die Olisbeoideae/Memecylaceae enthalten sind oder nicht). Früher gab es eine weitere Unterfamilie, die nach Renner 2006 eine eigene Familie Crypteroniaceae ist. Die Unterfamilien werden in Tribus gegliedert.
- Unterfamilie Olisbeoideae Burnett, Syn.: Memecylaceae DC.: Sie enthält sechs Gattungen mit 350[5] bis 435 Arten fast weltweit.[6]

- Unterfamilie Kibessioideae Naudin: Sie enthält nur eine Tribus:
  - Tribus Kibessieae Krasser: Sie enthält nur eine Gattung:
    - Pternandra Jack: Die etwa 15 Arten sind in Südostasien verbreitet.[7]

- Unterfamilie Melastomatoideae Naudin: Sie enthält nach Renner 1993 und Clausing & Renner 2001 acht Tribus, seitdem wurden zwei Tribus in andere eingegliedert und eine neu aufgestellt sowie drei reaktiviert, sodass es 2013 zehn Tribus sind:[8][1]
  - Tribus Astronieae Triana: Sie ist in Südostasien verbreitet. Sie enthält drei bis vier Gattungen Astrocalyx, Astronia, Astronidium, Beccarianthus (manchmal in Astronidium) mit insgesamt etwa 160 Arten.
  - Tribus Blakeeae Benth. & Hook. f. (Syn.: Pyxidantheae Triana): Die nur noch zwei statt drei Gattungen Blakea und Chalybea mit insgesamt 105 bis 195 Arten sind in der Neotropis verbreitet. Die Zentren der Artenvielfalt sind die Choco-Anden-Region in Südamerika und die Gebirge in Costa Rica und Panama. Es gibt Arten vom mexikanischen Bundesstaat Chiapas bis zum Amazonasgebiet Boliviens, Brasiliens sowie Französisch Guyanas. Drei Arten kommen auf Karibischen Inseln vor. Die meist relativ großen, auffälligen Blüten sind sechszählig. Die Bestäubung erfolgt durch Bienen, Vögel, Fledertiere und Nagetiere. Milben und Ameisen leben in Lebensgemeinschaften mit vielen Arten dieser Tribus in Laubblättern und Domatien an den Sprossachsen. Es werden Beeren gebildet.[9][10]
  - Tribus Cyphostyleae: Sie enthält nach Michelangeli 2011 die drei Gattungen: Allomaieta, Alloneuron und Wurdastom mit insgesamt etwa 18 Arten.[11]
  - Tribus Dissochaeteae (Naudin) Triana (Syn.: Oxysporeae Triana, Sonerileae Triana)
  - Tribus Henrietteeae Penneys, Michelang., Judd & Almeda: Sie enthält die drei Gattungen: Bellucia, Henriettea und Kirkbridea mit insgesamt 50 bis 87 Arten.[12]
  - Tribus Melastomeae (Syn.: Osbeckieae DC.): Die etwa 47 Gattungen mit 870 Arten sind sowohl in der Paläotropis als auch in Neotropis verbreitet. Das Zentrum der Artenvielfalt ist mit 30 Gattungen und etwa 570 Arten Südamerika, in Afrika kommen 185 Arten vor, in Madagaskar, Indien, Indonesien sowie Malaysia gibt es jeweils 50 Arten und jeweils vier Arten sind im nördlichen Australien sowie Japan beheimatet. Es werden Kapselfrüchte gebildet und der Embryo ist gekrümmt.
  - Tribus Merianieae Triana: Die etwa 16 Gattungen mit etwa 230 sind in der Neotropis verbreitet. Es werden Kapselfrüchte gebildet.
  - Tribus Miconieae DC.: Sie ist in der Neotropis verbreitet. Es werden Beeren gebildet.
  - Tribus Microlicieae Naudin: Sie ist in der Neotropis verbreitet, wobei etwa 90 % der Arten nur im Hochland des östlichen und zentralen Brasiliens vorkommen. Seit Michelangeli 2013 sind noch die sechs Gattungen Chaetostoma, Lavoisiera, Microlicia, Rhynchanthera, Stenodon und Trembleya enthalten.[8][13]
  - Tribus Rhexieae DC.: Sie wurde durch Michelangeli 2013 reaktiviert mit den drei Gattungen Rhexia, Arthrostemma und Pachyloma.[8]
  - Nicht in einer der Tribus eingeordnet sind:
    - Macrocentrum Hook. f.
    - Vietsenia C.Hansen

| - Acanthella Hook. f.: Die nur zwei Arten kommen in Venezuela, Kolumbien und am Rio Negro vor. - Aciotis D.Don (Syn.: Spennera Mart. ex DC.): Die etwa 13 Arten sind vom südlichen Mexiko bis Bolivien und dem südlichen Brasilien sowie auf den Kleinen Antillen verbreitet. - Acisanthera P.Browne (Syn.: Anisocentrum Turcz., Noterophila Mart., Uranthera Naudin): Die etwa 20 Arten sind vom südlichen Mexiko bis Bolivien und Argentinien sowie auf den Antillen verbreitet. - Adelobotrys DC. (Syn.: Davya DC., Marshallfieldia J.F.Macbr., Sarmentaria Naudin): Die etwa 25 Arten sind von Mexiko bis Bolivien und Peru verbreitet und kommt auf Jamaika vor. Das Zentrum der Artenvielfalt liegt im Amazonasgebiet. - Allomaieta Gleason (Syn.: Cyphostyla Gleason): Die nur drei Arten kommen nur in Kolumbien vor. - Allomorphia Blume: Sie kommt im südlichen China, Indien, Indonesien und Malaysia vor. - Alloneuron Pilg. (Syn.: Meiandra Markgr.): Die etwa sieben Arten kommen in den Anden vor. - Amphiblemma Naudin: Die etwa 13 Arten sind im tropischen Westafrika verbreitet. - Amphorocalyx Baker: Die etwa fünf Arten kommen nur in Madagaskar vor. - Anaectocalyx Triana ex Benth. & Hook. f.: Die nur drei Arten kommen nur in Venezuela vor. - Anerincleistus Korth. (Syn.: Creaghiella Stapf, Krassera O.Schwartz, Perilimnastes Ridl., Phaulanthus Ridl., Pomatostoma Stapf, Oritrephes Ridl.): Die etwa 30 Arten sind in Indien und Malesien verbreitet. - Antherotoma (Naudin) Hook. f.: Die nur zwei Arten kommen beide in Afrika vor, eine davon auch in Madagaskar. - Appendicularia DC.: Sie enthält nur eine Art: - Appendicularia thymifolia (Bonpl.) DC.: Sie kommt in den Guyanas und nordöstlichen Brasilien vor. - Arthrostema Pav. ex D.Don (Syn.: Heteronoma DC.): Von den nur vier Arten ist die tetraploide Arthrostema ciliatum Pav. ex D.Don von Mexiko über Mittelamerika bis Kolumbien, Venezuela und dem südlichen Bolivien sowie auf den Antillen verbreitet; die anderen drei diploiden Arten kommen nur in Mexiko vor. - Aschistanthera C.Hansen: Sie enthält nur eine Art: - Aschistanthera cristanthera C.Hansen: Sie kommt nur in Vietnam vor. - Astrocalyx Merr.: Sie enthält nur eine oder zwei Arten auf den Philippinen: - Astronia Blume (Syn.: Pharmaceum Kuntze): Die 59 bis 60 Arten kommen in China, Malaysia, auf den Philippinen und auf Pazifischen Inseln vor. - Astronidium A.Gray (Everettia Merr., Lomanodia Raf., Naudiniella Krasser): Sie enthält etwa 67 Arten, oder mit Beccarianthus etwa 89 Arten. Sie ist im Malaiischen Archipel verbreitet. - Axinaea Ruiz & Pav. (Syn.: Axinea Juss. orth. var., Chastenaea DC.): Die 20 bis 30 Arten kommen in Bergregionen von Costa Rica bis Bolivien vor. In Ecuador gibt es etwa zehn Arten. - Barthea Hook. f.: Sie enthält nur eine Art: - Barthea barthei (Hance ex Bentham) Krasser: Sie kommt mit zwei Varietäten in Taiwan und in den chinesischen Provinzen Fujian, Guangdong, Guangxi sowie Hunan vor. - Beccarianthus Cogn. (Syn.: Bamlera K.Schum. & Lauterb.; wird manchmal in Astronidium A.Gray gestellt): Sie enthält etwa 22 Arten. Sie ist im Malaiischen Archipel verbreitet. - Behuria Cham.: Die etwa zehn Arten kommen im südöstlichen Brasilien vor. - Bellucia Neck. ex Raf. (Syn.: Apatitia Desv., Axinanthera H.Karst., Webera J.F.Gmel., Myriaspora DC.) Die etwa 7 bis 21 Arten sind vom südlichen Mexiko über Mittelamerika bis Kolumbien und über das östliche Bolivien bis zu den Guayanas zu den brasilianischen Bundesstaaten Maranhão sowie Bahia verbreitet und kommen auf den Kleinen Antillen vor. - Bellucia dichotoma Cogn.: Aus Bolivien und dem nördlichen Brasilien. - Benevidesia Saldanha & Cogn.: Die nur zwei Arten kommen nur im brasilianischen Bundesstaat Bahia vor. - Bertolonia Raddi: Die etwa 18 Arten kommen im südöstlichen Brasilien und eine Art in Venezuela vor. - Bisglaziovia Cogn.: Sie enthält nur eine Art: - Bisglaziovia behurioides Cogn.: Sie kommt nur im brasilianischen Bundesstaat Bahia vor. - Blakea P.Browne (Syn.: Amaraboya Linden ex Mast., Pyxidanthus Naudin, Topobea Aubl.): Die etwa 180 Arten sind in der Neotropis weitverbreitet. Sie kommen vom mexikanischen Bundesstaat Chiapas bis zum Amazonasgebiet Boliviens und Brasiliens vor. Zwei Arten gibt es auf Jamaika und eine auf den Kleinen Antillen. - Blastus Lour.: Die etwa zwölf Arten kommen im östlichen Indien, Kambodscha, Laos, Myanmar, Thailand, Vietnam, China, Indonesien und auf den Ryukyu-Inseln vor. In China gibt es neun Arten, sieben davon nur dort. - Boerlagea Cogn.: Sie enthält nur eine Art: - Boerlagea grandifolia Cogn.: Sie kommt nur in Borneo vor. - Boyania Wurdack: Sie enthält nur eine Art: - Boyania ayangannae Wurdack: Sie kommt nur in Guyana vor. - Brachyotum (DC.) Triana (Syn.: Alifana Raf.): Die 50 bis 58 Arten sind in den Anden vom zentralen Kolumbien bis zum nordöstlichen Argentinien verbreitet. - Bredia Blume (Syn.: Tashiroea Matsum.): Die etwa 15 Arten sind im östlichen und südlichen Asien verbreitet. In China gibt es elf Art, zehn davon nur dort. - Brittenia Cogn.: Sie enthält nur eine Art: - Brittenia subacaulis Cogn.: Sie kommt nur in Sarawak vor. - Bucquetia DC.: Die nur drei Arten gedeihen im Páramo in Venezuela, Kolumbien und Ecuador. - Cailliella Jacq.-Fél.: Sie enthält nur eine Art: - Cailliella praerupticola Jacq.-Fél.: Sie ist im tropischen Westafrika verbreitet. - Calvoa Hook. f.: Die etwa 19 Arten sind im tropischen Afrika verbreitet. - Calycogonium DC.: Die etwa 31 Arten kommen auf den Großen Antillen vor. - Cambessedesia DC.: Die etwa 21 Arten kommen im südlichen-zentralen Brasilien vor. - Campimia Ridl.: Sie enthält nur eine Art: - Campimia wrayi (King) Ridl. (Syn.: Oxyspora wrayi (King) J.F.Maxwell, Allomorphia wrayi King): Sie kommt nur auf der Malaiischen Halbinsel vor. - Carionia Naudin (Vielleicht in Medinilla): Sie enthält nur eine Art: - Carionia elegans Naudin - Castratella Naudin: Die nur zwei Arten gedeihen in größeren Höhenlagen in Venezuela und Kolumbien. - Catanthera F.Muell.: Die etwa 15 Arten kommen in Sumatra, Borneo sowie Neuguinea vor. - Catocoryne Hook. f.: Sie enthält nur eine Art: - Catocoryne linnaeoides Hook. f.: Sie kommt nur in Peru vor. - Centradenia G.Don: Die nur vier Arten sind vom südlichen Mexiko über Mittelamerika bis zum pazifischen Tiefland Kolumbiens verbreitet. - Centradeniastrum Cogn.: Die nur zwei Arten kommen in den nördlichen Anden vor. - Centronia D.Don: die etwa 15 Arten sind von Panama bis Peru, Brasilien und Guayana verbreitet. - Chaetolepis (DC.) Miq. (Syn.: Haplodesmium Naudin, Trimeranthus H.Karst.): Die etwa elf Arten kommen hauptsächlich in den Páramos in Kolumbien und Venezuela vor. Eine Art ist in Kuba heimisch, eine Art gedeiht in größeren Höhenlagen in Costa Rica, zwei Arten sind in Guyana heimisch und eine Art ist im tropischen Westafrika verbreitet. - Chaetostoma DC.: Die etwa zwölf Arten kommen im südlichen-zentralen Brasilien vor. - Chalybea Naudin (Huilaea Wurdack): Von den insgesamt etwa zehn Baum-Arten kommen sieben in Kolumbien, zwei in Ecuador und eine in Peru vor. Neun Arten gedeihen in den Anden und eine kommt nur in der kolumbianischen Sierra Nevada de Santa Marta vor. - Charianthus D.Don: Die etwa fünf Arten kommen auf den Antillen vor. - Cincinnobotrys Gilg (Syn.: Bourdaria A.Chev., Gravesiella A.Fern. & R.Fern., Haplophyllophorus (Brenan) A.Fern. & R.Fern., Primularia Brenan): Die etwa sechs Arten sind im tropischen Afrika verbreitet. - Clidemia D.Don (Syn.: Calophysa DC., Capitellaria Naudin, Diplodonta H.Karst., Octonum Raf., Prosanerpis S.F.Blake, Sagraea DC., Staphidiastrum Naudin, Staphidium Naudin, Stephanotrichum Naudin): Die 120 bis 175 Arten sind in der Neotropis von Mexiko bis Peru verbreitet. - Comolia DC.: Die etwa 22 Arten sind im tropischen Südamerika verbreitet mit der größten Artenvielfalt in Brasilien. - Comoliopsis Wurdack: Sie enthält nur eine Art: - Comoliopsis neblinae Wurdack: Sie kommt in Venezuela nur auf dem Cerro de la Neblina vor. - Conostegia D.Don: Die etwa 42 bis 45 Arten sind in der Neotropis weitverbreitet. - Creochiton Blume (Syn.: Anplectrella Furtado, Eisocreochiton Quisumb. & Merr., Enchosanthera King & Stapf ex Guillaumin): Die etwa sechs Arten sind im zentralen und östlichen Malesien verbreitet. - Cyanandrium Stapf: Die etwa fünf Arten kommen nur in Borneo vor. - Cyphotheca Diels: Sie enthält nur eine Art: - Cyphotheca montana Diels: Sie kommt in Höhenlagen zwischen 1000 und 2400 Meter nur im südlichen und südwestlichen Yunnan vor. - Dalenia Korth.: Die nur drei Arten kommen nur in Borneo vor. - Desmoscelis Naudin: Sie enthält nur eine Art: - Desmocelis villosa (Aubl.) Naudin: Sie kommt in Savannen von Venezuela bis Brasilien und Bolivien vor. - Dicellandra Hook. f.: Die nur zwei Arten sind im tropischen Westafricka verbreitet. - Dichaetanthera Endl. (Syn.: Barbeyastrum Cogn., Sakersia Hook. f.): Die etwa 30 Arten kommen im tropischen Afrika und in Madagaskar vor. - Dinophora Benth.: Die nur zwei Arten kommen im tropischen Afrika vor. - Dionycha Naudin: Die nur zwei Arten kommen nur in Madagaskar vor. - Dionychastrum A.Fern. & R.Fern.: Sie enthält nur eine Art: - Dionychastrum schliebenii A.Fern. & R.Fern.: Sie kommt im tropischen Afrika vor. - Diplarpea Triana: Sie enthält nur eine Art: - Diplarpea paleacea Triana: Sie kommt in Ecuador sowie Kolumbien vor. - Diplectria (Blume) Rchb.: Die acht bis elf Arten kommen in Indien, Myanmar, China, Vietnam, Malaysia Indonesien, Neuguinea und auf den Philippinen vor. - Dissochaeta Blume: Die etwa 15 Arten sind in Indomalaysien verbreitet. - Dissotis Benth. (Syn.: Argyrella Naudin, Dupineta Raf., Hedusa Raf., Kadalia Raf., Lepidanthemum Klotzsch, Lignieria A.Chev., Osbeckiastrum Naudin, Podocaelia (Benth.) A.Fern. & R.Fern. Rhodosepala Baker): Die etwa 80 Arten sind im tropischen und südlichen Afrika verbreitet. - Dolichoura Brade: Sie wurde 1959 als monotypisch mit - Dolichoura kollmanii R.Goldenb. & R.Tavares aufgestellt. Sie kommt im brasilianischen Bundesstaat Espirito Santo vor. Sie umfasst seit 2007 eine zweite Art: - Dolichoura spiritusanctensis Brade: Auch sie kommt im brasilianischen Bundesstaat Espirito Santo vor. - Driessenia Korth. (Syn.: Triuranthera Backer): Die etwa 18 Arten kommen in Vietnam, auf Borneo, Sumatra sowie Java vor. - Ekmaniocharis Urb.: Sie enthält nur eine Art: - Ekmaniocharis crassinervis Urb. (Syn: Mecranium crassinerve (Urb.) Skean): Sie kommt nur in Haiti vor. - Enaulophyton Steenis: Sie enthält nur eine Art: - Enaulophyton lanceolatum Steenis (Syn: Phyllagathis steenisii Cellin.): Sie kommt nur in Malaysia vor. - Eriocnema Naudin: Sie enthält nur eine Art: - Eriocnema acaulis Triana: Sie kommt im südlichen-zentralen Brasilien vor. - Ernestia DC.: Die etwa 16 Arten kommen in den Anden und im oberen Amazonasbecken in den Guianas sowie Brasilien vor. - Feliciadamia Bullock (Syn.: Adamia Jacq.-Fél.): Sie enthält nur eine Art: - Feliciadamia stenocarpa (Jacq.-Fél.) Bullock: Sie kommt nur in Guinea vor. - Fordiophyton Stapf (Syn.: Gymnagathis Stapf non Schauer, Stapfiophyton H.L.Li): Die etwa neun Arten kommen alle in China vor, acht davon nur dort, eine Art (Fordiophyton strictum) gibt es auch in Vietnam. - Fritzschia Cham.: Sie enthält nur eine Art: - Fritzchia erecta Cham.: Sie kommt im südlichen-zentralen Brasilien vor. - Graffenrieda DC. (Syn.: Calyptrella Naudin): Die 40 bis 44 Arten sind in der Neotropis weitverbreitet. - Gravesia Naudin (Syn.: Neopetalonema Brenan, Orthogoneuron Gilg, Petalonema Gilg, Phornothamnus Baker, Urotheca Gilg, Veprecella Naudin): Von den etwa 100 Arten kommen 95 in Madagaskar und 5 in Afrika vor. - Guyonia Naudin (Syn.: Afzeliella Gilg): Die nur zwei Arten kommen im tropischen Afrika vor. - Henriettea DC. (Syn.: Llewelynia Pittier): Die 10 bis 64 Arten sind vom südlichen Mexiko bis Bolivien sowie südöstlichen Brasilien verbreitet und kommen auf den Antillen vor. - Henriettella Naudin (Henrietia Rchb., Henrietta Macfad.): Die nur zwei oder drei Arten sind nur von wenigen Aufsammlungen bekannt und so ist Wissensstand zur Gattung gering. Sie kommen in Panama und Costa Rica vor. - Heterocentron Hook. & Arn. (Syn.: Heeria Schltdl., Schizocentron Meisn.): Die etwa 27 Arten mit 14 Varietäten sind von Mexiko bis in die nordöstlichen Gebiete Mittelamerikas verbreitet. - Heterotis Benth.: Es gibt 6 bis 14 Arten im tropischen und südlichen Afrika verbreitet. Einige Arten werden als Zierpflanzen verwendet. - Heterotrichum DC. (Vielleicht in Miconia) - Huberia DC.: Die sechs bis zehn Arten kommen alle im südöstlichen Brasilien vor, eine Art reicht auch bis Ecuador und Peru. - Kendrickia Hook. f.: Sie enthält nur eine Art: - Kendrickia walkeri Hook. f.: Sie kommt nur im südlichen Indien und Sri Lanka vor. - Kerriothyrsus C.Hansen (ist vielleicht identisch mit Phyllugarhis): Sie enthält nur eine Art: - Kerriothyrsus tetrandrus (M.P.Nayar) C.Hansen: Sie kommt nur in Laos vor. - Killipia Gleason: Die nur drei bis vier Arten kommen in den Anden in Kolumbien und Ecuador vor. - Kirkbridea Wurdack: Die nur zwei Arten kommen nur in Kolumbien vor. - Lavoisiera DC.: Die etwa 46 Arten kommen im südlichen-zentralen Brasilien vor. - Leandra Raddi (Syn.: Oxymeris DC., Platycentrum Naudin, Trigynia Jacq.-Fél., Tryginia Jacq.-Fél. orth. var.): Die etwa 200 Arten sind in der Neotropis weitverbreitet. - Lijndenia Zoll. & Moritzi: Von den etwa zehn Arten kommen drei im westlichen Malesien, Java sowie Sri Lanka, sechs in Madagaskar und eine in Westafrika vor. - Lithobium Bong.: Sie enthält nur eine Art: - Lithobium cordatum Bong.: Sie kommt im südlichen-zentralen Brasilien vor. - Loreya DC.: Die etwa 13 sind von Nicaragua über das nördliche Bolivien bis ins Amazonasgebiet des nördlichen Brasiliens und die Guayanas sowie Venezuela verbreitet. - Loricalepis Brade: Sie enthält nur eine Art: - Loricalepis duckei Brade: Sie kommt nur am oberen Rio Negro vor. - Macairea DC.: Die etwa 22 Arten kommen hauptsächlich in Guayana vor, einige Arten gibt es auch in Kolumbien, Brasilien sowie Bolivien. - Macrocentrum Hook. f.: Die 20 bis 21 Arten sind von Mittelamerika bis ins nördliche Südamerika verbreitet. - Macrolenes Naudin: Die etwa 17 Arten kommen von Indochina bis zum westlichen Malesien vor. - Maguireanthus Wurdack: Sie enthält nur eine Art: - Maguireanthus ayangannae Wurdack: Sie kommt nur in Guyana vor. - Maieta Aubl.: Die nur drei Arten kommen bis auf die Isla del Coco nur im nördlichen Südamerika im Amazonasbecken vor. - Mallophyton Wurdack: Sie enthält nur eine Art: - Mallophyton chimantense Wurdack: Sie kommt nur in Venezuela vor. - Marcetia DC.: Die etwa 27 Arten kommen in Venezuela, Guayana, Brasilien sowie Kolumbien vor. - Mecranium Hook. f.: Die etwa 23 Arten kommen auf den Großen Antillen vor. - Medinilla Gaudich. (Cephalomedinilla Merr., Erpetina Naudin, Myrianthemum Gilg, Triplectrum Wight & Arn., Hypenanthe (Blume) Blume). Die 300 bis 400 Arten sind im tropischen Afrika, Asien und auf Pazifischen Inseln weitverbreitet. - Melastoma L. (Syn.: Lachnopodium Blume, Malabathris Raf., Otanthera Blume): Die etwa 22 Arten sind in Südostasien, im nördlichen Australien und auf Pazifischen Inseln weitverbreitet. - Melastomastrum Naudin: Die etwa vier Arten kommen im tropischen Afrika vor. - Memecylon L. (Syn.: Scutula Lour., Valikaha Adans.) Die etwa 300 Arten sind im tropischen Afrika (70), Madagaskar (78), Asien, Australien und auf Pazifischen Inseln weitverbreitet. - Meriania Sw. (Syn.: Adelbertia Meisn., Meriana Vent. orth. var., Notocentrum Naudin, Pachymeria Benth., Schwerinia H.Karst.): Die 50 bis 74 Arten sind in der Neotropis weitverbreitet. - Merianthera Kuhlm.: Die nur drei Arten kommen südöstlichen Brasilien vor. - Miconia Ruiz & Pav. (Syn.: Amphitoma Gleason, Catonia P.Browne, Chitonia D.Don, Copedesma Gleason, Cyanophyllum Naudin, Icaria J.F.Macbr., Pachydesmia Gleason, Pterocladon Hook. f., Tamonea Aubl. ex Krasser): Die etwa 1000 Arten sind in der Neotropis weitverbreitet. - Microlepis (DC.) Miq. (Syn.: Ancistrodesmus Naudin): Die nur drei Arten kommen im südlichen-zentralen Brasilien vor. - Microlicia D.Don: Die etwa 100 Arten kommen hauptsächlich im südlichen-zentralen Brasilien und einige Arten in Guayana, Peru sowie Bolivien vor. - Mommsenia Urb. & Ekman: Sie enthält nur eine Art: - Mommsenia apleura Urb. & Ekman: Sie kommt nur auf Hispaniola vor. - Monochaetum (DC.) Naudin (Syn.: Grischowia H.Karst., Loevigia H.Karst. & Triana, Roezlia Regel): Die 45 bis 50 Arten sind in der Neotropis von den Bergregionen Mexikos bis zu den Guyanas und Peru weitverbreitet. - Monolena Triana: Die 10 bis 15 Arten sind in der Neotropis weitverbreitet. - Mouriri Aubl.: Die 85 bis 90 Arten sind in der Neotropis weitverbreitet. - Mouriri pusa Gardner: Aus dem mittleren bis nördlichen Brasilien und Bolivien. - Neblinanthera Wurdack: Sie enthält nur eine Art: - Neblinanthera cumbrensis Wurdack: Sie kommt von Venezuela bis zum nordwestlichen Brasilien (Cerro de la Neblina) vor. - Necramium Britton: Sie enthält nur eine Art: - Necramium gigantophyllum Britton: Sie kommt nur auf Trinidad vor. - Neodriessenia M.P.Nayar: Die etwa sechs Arten kommen nur auf Borneo vor. - Nepsera Naudin: Sie enthält nur eine Art: - Nepsera aquatica (Aubl.) Naudin: Sie ist hauptsächlich von Mittelamerika über Kolumbien bis Venezuela und entlang der Küsten Ecuadors sowie zu den Guayanas und Brasilien weitverbreitet und kommt auch auf den Antillen vor. - Nerophila Naudin: Sie enthält nur eine Art: - Nerophila gentianoides Naudin: Sie kommt im tropischen Westafrika vor. - Ochthephilus Wurdack: Sie enthält nur eine Art: - Ochthephilus repentinus Wurdack: Sie kommt nur in Venezuela vor. - Ochthocharis Blume: Von den etwa sieben Arten kommen fünf in Asien und zwei in Afrika vor. - Omphalopus Naudin: Die wohl nur eine Art kommt in Sumatra, Java und Neuguinea vor. - Opisthocentra Hook. f.: Sie enthält nur eine Art: - Opisthocentra clidemioides Benth. & Hook. f.: Sie kommt von Kolumbien und Venezuela bis ins nördlichen Brasilien (Rio Negro) vor. - Orthogoneuron Gilg: Die etwa 15 Arten kommen auf den Nikobaren, in Malesien und im nördlichen Australien vor. - Osbeckia L. (Syn.: Amblyanthera Blume, Asterostoma Blume, Ceramicalyx Blume, Kadali Adans., Pterolepis Endl.): Die etwa 50 Arten sind im tropischen Westafrika, tropischen und subtropischen Asien weitverbreitet. - Ossaea DC. (Syn.: Diclemia Naudin, Octopleura Griseb., Pentossaea Judd): Die 80 bis 100 Arten sind in den Tropen fast weltweit verbreitet. - Otanthera Blume: Die etwa 15 Arten kommen auf den Nikobaren, in Malesinen und im nördlichen Australien vor. - Oxyspora DC. (Syn.: Allozygia Naudin, Homocentria Naudin, Hylocharis Miq.): Sie kommt in Indien, Bhutan, Nepal, Myanmar, Laos, Thailand, Kambodscha, China und Vietnam vor. - Pachyanthus A.Rich.: Die 16 bis 20 Arten kommen auf Kuba und Hispaniola vor, nur eine Art (Pachyanthus lundellianus (L.O.Williams) Judd et Skean) gedeiht im karibischen Tiefland Mittelamerikas. - Pachycentria Blume: Die etwa acht Arten kommen in Myanmar und Malesien vor. - Pachyloma DC.: Die vier bis sechs Arten kommen im nordwestlichen Amazonasgebiet (Kolumbien, Venezuela, Guyana, Brasilien) vor. - Pentossaea Judd: Die etwa sieben Arten sind in der Neotropis verbreitet. - Phainantha Gleason: Die etwa vier Arten kommen nur in Guyana vor. - Phyllagathis Blume: Die 30 bis 56 Arten kommen in Myanmar, China, Malaysia und Indonesien vor. - Pilocosta Almeda & Whiffin: Die etwa fünf Arten sind von Costa Rica bis Kolumbien und Ecuador verbreitet. - Plagiopetalum Rehder: In China kommen die beiden Arten vor, eine davon nur dort, die andere gibt es auch in Myanmar sowie Vietnam. - Pleiochiton Naudin ex A.Gray: Die etwa fünf Arten kommen im südlichen Brasilien vor. - Plethiandra Hook f.: Die etwa sieben Arten sind im westlichen Malesien verbreitet. - Podocaelia (Benth.) A.Fern. & R.Fern.: Sie enthält nur eine Art: - Podocaelia tubulosa (Sm.) A.Fern. & R.Fern.: Sie kommt im tropischen Westafrika vor. - Pogonanthera Blume: Sie kommt in Malesien vor. - Poikilogyne Baker f.: Die etwa 21 Arten sind in Südostasien verbreitet. - Poilannammia C. Hansen: Die nur vier Arten kommen nur in Vietnam vor. - Poteranthera Bong.: Die nur zwei Arten kommen in Brasilien sowie Venezuela vor. - Preussiella Gilg: Die nur zwei Arten kommen im tropischen Westafrika nur in Kamerun sowie Gabun vor. - Pseudodissochaeta M.P.Nayar: Mit etwa drei Arten im tropischen Asien und in China. - Pseudoernestia (Cogn.) Krasser: Mit etwa zwei Arten in Südamerika. - Pseudosbeckia A.Fern. & R.Fern.: Sie enthält nur eine Art: - Pseudosbeckia swynnertonii (Bak. f.) A.Fern. & R.Fern.: Im tropischen Ostafrika gedeiht sie nur in Chimanimani-Bergen in Mosambik und Simbabwe. - Pternandra Jack (Syn.: Apteuxis Griff., Ewyckia Blume, Kibbesia Walp. orth. var., Kibessia DC., Macroplacis Blume, Rectomitra Blume): Die etwa 15 Arten sind in Südostasien verbreitet. - Pterogastra Naudin: Die nur zwei Arten kommen in neotropischen Grasländern vor. - Pterolepis (DC.) Miq.: Die 14 bis 30 Arten kommen in Grasländern von Mexiko bis Paraguay und auf den Antillen vor. - Rhexia L. (Syn.: Alifanus Adans.): Es ist die einzige Gattung der Melastomataceae die im subtropischen und gemäßigten Nordamerika vorkommt. Die meisten Arten sind von Texas bis Nova Scotia verbreitet. Eine weitverbreitete Art kommt auch auf Kuba, Hispaniola sowie Puerto Rico vor. - Rhynchanthera DC.: Die etwa 15 Arten sind in der Neotropis weitverbreitet, mit der größten Artenvielfalt im südöstlichen Brasilien. - Rousseauxia DC.: Die etwa 13 Arten kommen nur in Madagaskar vor. - Salpinga Mart. ex DC.: Die etwa acht Arten sind im nördlichen Südamerika verbreitet. - Sandemania Gleason: Sie enthält nur eine Art: - Sandemania hoehnei (Cogn.) Wurdack: Sie kommt in Venezuela, Brasilien sowie Peru vor. - Sarcopyramis Wall.: Von den wohl nur zwei Arten kommt eine nur in China vor, die andere gibt es auch im nordöstlichen Indien, Bhutan, Nepal, Myanmar, Thailand, Indonesien, Malaysia und auf den Philippinen. - Schwackaea Cogn.: Sie enthält nur eine Art: - Schwackaea cupheoides (Benth.) Cogn.: Sie kommt vom mexikanischen Bundesstaat Oaxaca bis Kolumbien vor. - Scorpiothyrsus H.L.Li: Von den nur drei nur in China vorkommenden Arten sind zwei Arten Endemiten in Guangxi und die andere ein Endemit in Hainan. - Siphanthera Pohl ex DC. (Syn.: Farringtonia Gleason, Meisneria DC., Tulasnea Naudin): Die etwa 16 Arten sind Kolumbien, Venezuela, Brasilien sowie Bolivien verbreitet. - Sonerila Roxb. (Syn.: Cassebeeria Dennst. ex Kuntze): Die 100 bis 175 Arten sind im tropischen Asien verbreitet. - Spathandra Guill. & Perr.: Die nur zwei Arten kommen in Westafrika vor. - Sporoxeia W.W.Sm.: Die etwa sieben Arten kommen in Yunnan (zwei Arten) und Myanmar vor. - Stanmarkia Almeda: Die nur zwei Arten kommen nur in einem kleinen Gebiet in größeren Höhenlagen von Vulkanen im östlichen Guatemala sowie im mexikanischen Bundesstaat Chiapas vor. - Stenodon Naudin: Sie enthält nur eine Art: - Stenodon gracilis Berg ex Triana: Sie kommt nur in den brasilianischen Bundesstaaten Bahia sowie Goiás vor. - Stussenia C.Hansen: Sie enthält nur eine Art: - Stussenia membranifolia (H.L.Li) C.Hansen: Sie kommt nur in Vietnam vor. - Styrophyton S.Y.Hu: Sie enthält nur eine Art: - Styrophyton caudatum (Diels) S.Y.Hu (Syn.: Anerincleistus caudatus Diels, Allomorphia caudata (Diels) H.L.Li, Oxyspora spicata J.F.Maxwell): Sie kommt in Höhenlagen zwischen 400 und 1500 Meter nur in Guangxi sowie Yunnan vor. - Svitramia Cham.: Die nur zwei Arten kommen nur in den brasilianischen Bundesstaat Bahia sowie Minas Gerais vor. - Tateanthus Gleason: Sie enthält nur eine Art: - Tateanthus duidae Gleason: Sie kommt nur in Venezuela vor. - Tayloriophyton M.P.Nayar: Die nur zwei Arten kommen auf der Malaiischen Halbinsel und Borneo vor. - Tessmannianthus Markgr.: Die etwa sieben Arten sind von Panama über Kolumbien und Ecuador bis Peru verbreitet. - Tetraphyllaster Gilg: Sie enthält nur eine Art: - Tetraphyllaster rosaceum Gilg: Sie kommt im tropischen Westafrika vor. - Tetrazygia Rich. ex DC. (Syn.: Menendezia Britton, Tetrazygiopsis Borhidi): Die etwa 21 Arten kommen auf den Antillen und in Guayana vor. - Tibouchina Aubl. (Syn.: Chaetogastra DC., Hephestionia Naudin, Itatiaia Ule, Lasiandra DC., Micranthella Naudin, Oreocosmus Naudin, Pleroma D.Don, Purpurella Naudin): Die 250 bis 350 Arten sind in der Neotropis weitverbreitet. Das Zentrum der Artenvielfalt liegt im südöstlichen Brasilien. - Tibouchina urvilleana (DC.) Cogn.: Aus dem südöstlichen Brasilien. - Tibouchinopsis Markgr.: Die nur zwei Arten kommen nur im brasilianischen Bundesstaat Bahia vor. - Tigridiopalma C.Chen: Sie enthält nur eine Art: - Tigridiopalma magnifica C.Chen: Sie kommt in Höhenlagen von etwa 400 Meter nur in Guangdong (Xinyi, Yangchun) vor. - Tococa Aubl. (Syn.: Microphysa Naudin, Microphysca Naudin, Sphaerogyne Naudin): Die etwa 50 Arten kommen hauptsächlich im Amazonasgebiet vor, aber es gibt auch Arten vom südlichen Mexiko bis Bolivien sowie Brasilien; eine Art ist in Tobago heimisch. - Trembleya DC.: Die etwa elf Arten kommen nur im südlichen-zentralen Brasilien vor. - Triolena Naudin (Syn.: Diolena Naudin): Die 20 bis 25 Arten sind vom südlichen Mexiko über Mittelamerika bis zu den Anden und das Amazonasgebiet bis Bolivien weitverbreitet. - Tristemma Juss. (Syn.: Tetraphyllaster Gilg): Die etwa 14 Arten kommen fast alle in Afrika vor, nur eine Art ist in Madagaskar und auf den Maskarenen beheimatet. - Tryssophyton Wurdack: Sie enthält nur eine Art: - Tryssophyton merumense Wurdack: Sie kommt nur in Guyana vor. - Tylanthera C.Hansen: Die nur zwei Arten Tylanthera tuberosa und Tylanthera cordata sind nur von den Typusaufsammlungen in Thailand bekannt. - Vietsenia C.Hansen: Es gibt etwa vier Arten in Vietnam. - Votomita Aubl. (Syn.: Coryphadenia Morley, Glossoma Schreb., Meliandra Ducke): Die etwa zehn Arten kommen in Panama, Venezuela, in den Guayanas, in Peru, Brasilien und Kuba vor. - Warneckea Gilg (Syn.: Klaineastrum Pierre ex A.Chev.): Von den etwa 33 Arten kommen 24 in Afrika und neun in Madagaskar vor. - Wurdastom B.Walln.: Sie enthält etwa acht Arten. |

## Weiterführende Literatur
- Fabián A. Michelangeli, Walter S. Judd, Darin S. Penneys, J. D. Skean, E. R. Becquer-Granados, R. Goldenberg & C. V. Martin: Multiple events of dispersal and radiation of the tribe Miconieae (Melastomataceae) in the Caribbean, In: The Botanical Review, Volume 74, Issue 1, 2008, S. 53–77.
- Steven Jansen, Toshihiro Watanabe & Erik Smets: Aluminium Accumulation in Leaves of 127 Species in Melastomataceae, with Comments on the Order Myrtales, In: Annals of Botany, Volume 90, Issue 1, S. 53–64.